# 基襪大戰
基襪大戰是指两支美国职棒大联盟的球队波士顿红袜和纽约洋基，双方均处在美国联盟东区，彼此间的竞争关系延续了一个多世纪，在体育竞技的范畴中堪称“死敌”。这种情绪和关系在美国职业体育的历史上非常著名也异常激烈，双方的矛盾在某种程度上也客观反映了“波士顿-华盛顿都会区”宗教、政治和文化的差异和冲突。
由于以前MLB的季后赛只允许各个分区常规赛冠军球队参加，所以波士顿红袜和纽约洋基一直没有机会在季后赛中相遇，直到MLB实行了外卡制度，才给了两支同属美国联盟东区的球队在季后赛中比拼的机会。双方在美国联盟冠军赛中一共交手三次，纽约洋基队于1999年和2003年获胜，而波士顿红袜队则在2004年获胜。而在MLB實施外卡驟死制度後，兩支球隊在2018年反而提前於美國聯盟分區賽相遇了，最後波士頓紅襪以三勝一負的成績擊敗紐約洋基，還在第三戰令紐約洋基在主場創下被16：1的難堪紀錄。另外，追溯至20世纪上半叶，双方曾两度为了冠军头衔而竞争，其中波士顿红袜在1903年击败了对手，而纽约洋基则在1949年折桂。1978年两队第一次在常规赛季中胜率相同，不得不以一场附加赛来决定美联东区的冠军归属，结果纽约洋基以5比4获胜，进而获得了当年的世界系列赛冠军。
从历史的角度上来说，纽约洋基的战绩要远远好于波士顿红袜，但是在2004年美联冠军系列赛中，红袜队在0比3落后的情况下，连赢4场，最终反败为胜，为自己赢得了“翻盘之王”（The King of Comeback）的称谓，并在当年打破了贝比鲁斯魔咒，时隔86年后获得了世界冠军，从那时起至今，红袜队保持着对洋基队的相对优势 。

## 历史

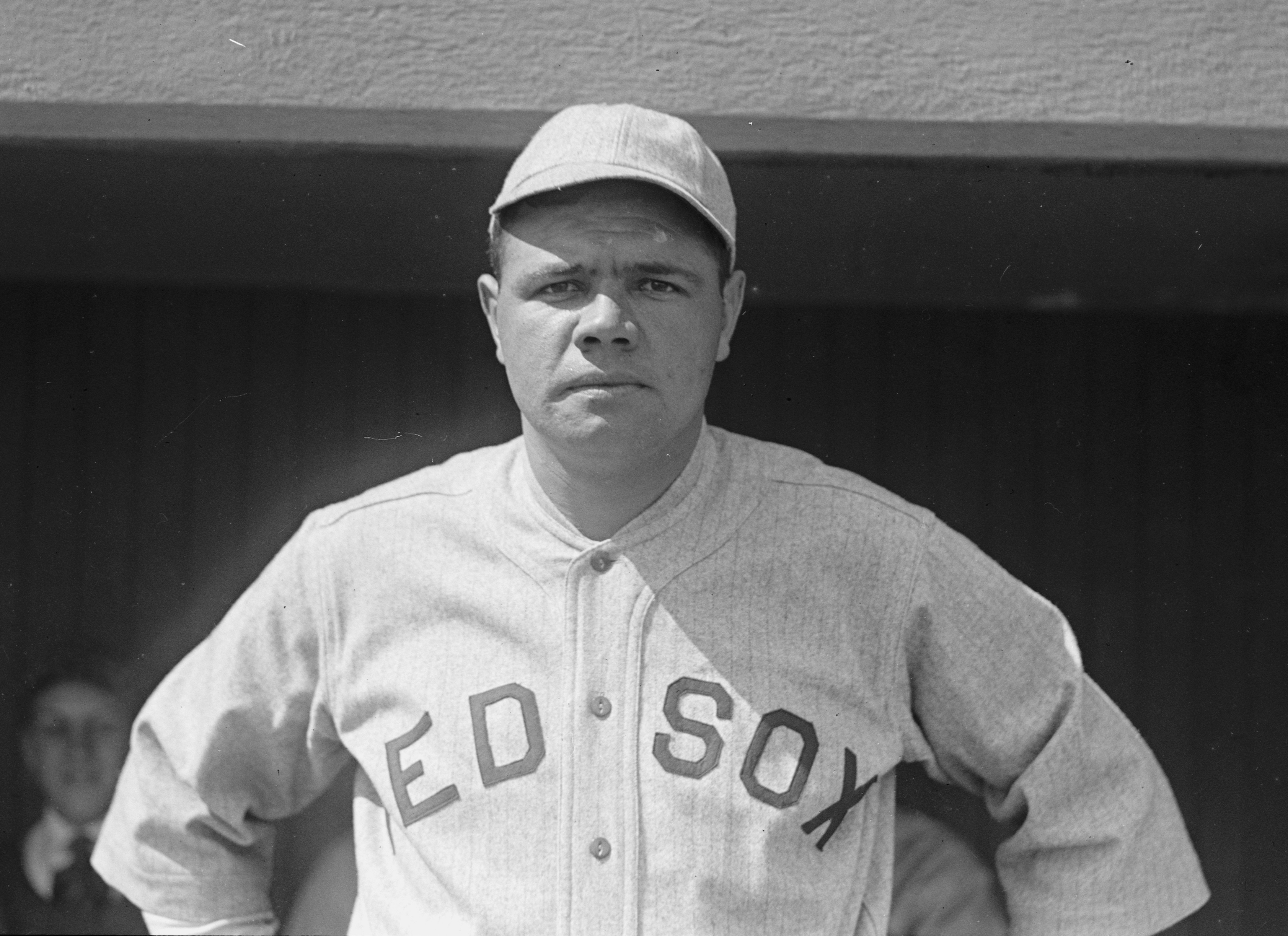
紅襪時期的貝比·魯斯

在美国独立战争之前，波士顿和纽约之间就存在着激烈的竞争。美国成立后的一个世纪中，波士顿成为了美国的教育、经济、文化和艺术中心，对美国的发展起到了重要的推动作用。作为美国最靠近欧洲的海港，波士顿独特的地理位置和对教育以及制造业的大力扶持在相当长的一段时间内保持了其在美国的领先地位。在这一时期，纽约市经常被认为是一夜暴富的城市，人口过剩而肮脏，和气质高贵典雅的波士顿相比根本不值一提。然而在19世纪，由于伊利运河的开凿和人口的飞速增长，以及制造业、运输业、保险业和金融业的蓬勃发展，纽约一跃取代了波士顿成为了美国的经济龙头。而到了二十世纪初，以华尔街为代表的纽约已经发展成美国资本主义的象征，并对国家产生了深远的影响。
在十九世纪末二十世纪初，波士顿红袜曾经是最成功的棒球俱乐部之一。球队在1903年赢得了第一届世界系列赛的冠军，同时又在1912年至1918年之间四次问鼎。在这一时期，因为纽约洋基的比赛场地位于曼哈顿边上的华盛顿高地，所以他们也经常被称为纽约高地人。洋基此时的主体育场叫做“山顶球场”，但是他们却常常在联赛积分榜上垫底。1904年的常规赛季却是个例外，“高地人”队表现出众，队中的明星投手杰克·切斯布罗取得了创纪录的41场胜利，最终洋基队和当时被称作“波士顿美国人”的红袜队在美国联盟冠军赛中相遇。切斯布罗在比赛中投球失误，导致本队捕手没有接到他的投球，最终波士顿美国人因此而夺得冠军，但是由于当年国家联盟冠军纽约巨人拒绝参赛，世界系列赛停办一次，没有产生世界冠军。值得一提的是，在此后的一个世纪中，波士顿红袜再也没有在事关冠军归属的比赛中战胜过纽约洋基队。
1916年，哈里·法拉兹以50万美元的价格收购了红袜。尽管红袜队在1918年获得世界冠军，却并没有为法拉兹带来足够的经济回报，因为当初购买球队和投资百老汇演出的资金来源于他从银行的贷款，所以有限的收入使得他不得不面对由于要偿还贷款而凸显的经济压力。终于在1919年，波士顿红袜仅位列美国联盟第六位，法拉兹终于开始出售球队中的明星球员来挽救自己的经济状况，这其中就包括将贝比·鲁斯出售给了老对手纽约洋基。出售贝比·鲁斯为法拉兹带来了12万5千美元的收入和30万美元的贷款，这笔钱保住了波士顿红袜对自己的主场芬威球场的所有权。
尽管当时五次世界冠军的头衔无人能及，鲁斯的离去却带来了红袜队黄金时代的终结，同时又是洋基王朝的开端。鲁斯的加盟激活了洋基的打击手，他和其他五名选手一起组成了洋基的“杀手打线（Murderers' Row）”。在他为洋基队效力期间，球队一共七次参加世界系列赛，并且四次折桂。而与此同时波士顿红袜却在忍受“贝比鲁斯魔咒”的折磨，该魔咒声称因为出售优秀球员，红袜队永远不可能赢得世界大赛。这个魔咒的有效期长达86年，直到2004年波士顿红袜才再一次获得世界冠军。交易贝比·鲁斯才仅仅是一个开始，两个俱乐部对球员的买卖越来越热衷。在三年间，法拉兹持续不断的将球员卖给洋基队，从而套得大量的经济收入，甚至包括球队的主教练爱德华·巴洛也转投洋基，而他也成为了洋基王朝的奠基人。这种做法给红袜队带来了灾难，球队在接下来的11个赛季中居然有9次垫底，这和同一时期洋基的辉煌比起来相形见绌。此一作法使得洋基隊三年後就順利奪得了總冠軍，當洋基隊登頂稱霸的時候，大家才赫然發現洋基隊的球員裡頭居然有3/4是來自於紅襪隊。
在1920年到2003年间，纽约洋基一共获得了26次世界冠军和39次美联冠军，而波士顿红袜只获得过4次美联冠军，更让红袜球迷失望的是，球队参加四次世界系列赛都最终失利，而比分均为3：4。在这一阶段，波士顿红袜一共12次在美联东区积分榜上因为落后洋基而获得第二名，而洋基则66次在常规赛季中领先红袜，以至于某些体育记者这样写道“洋基和红袜的世仇简直就是锤子和钉子的世仇”。每次红袜做客洋基体育场时，洋基的球迷都会高喊“1918”（当时红袜最后一次夺得世界冠军的年份）来讽刺红袜的糟糕成绩。
1949年的常规赛双方又一次在决定美联东区冠军归属的比赛中相遇，当时红袜领先一场但是整个常规赛还剩两轮，结果洋基在主场取得了两连胜，红袜被淘汰出季后赛，而洋基则夺得当年的世界冠军，开启了又一个属于洋基的时代。
1978年，波士顿红袜在吉姆·赖斯，卡尔·雅泽姆斯基，弗雷德·林恩以及捕手卡尔顿·费斯克的率领下在常规赛季中势头强劲，似乎对世界系列赛的参赛资格志在必得。在7月中旬的时候，红袜一度领先了洋基14.5场比赛，当时常规赛还有不到3个月就要结束，这个领先优势可谓非常明显。然而此时两支球队的表现却发生了戏剧性的变化，洋基开始后程发力，而红袜则好像在一夜之间迷失了方向。到了9月7日，洋基已经成功的将双方的差距缩小到4场。就在此时，双方迎来了4场的系列赛，由红袜坐镇主场迎战洋基。比赛的结果让人吃惊，洋基在波士顿的芬威球场赢得了全部的四场比赛，比分分别是15：3，13：2，7：0和7：4，总比分42：9，因为分差悬殊，后来这个系列赛也被称为“波士顿屠杀”。一周后的9月16日，洋基已经领先红袜3.5场比赛，但是随后红袜如梦方醒，在接下来的14场比赛中球队赢得了12场胜利，其中在最后八场比赛中还取得了连胜。最终在常规赛结束的时候，双方在积分榜上持平，成绩同为99胜63负。于是大联盟决定增加一场附加赛来决定美联东区的冠军归属，比赛定在红袜队的主场进行。
在这场关键的比赛中，红袜队启用了曾经效力于洋基队的投手麦克·托雷斯，而洋基则派出了当年的最佳投手罗恩·古德瑞，后者当时已经在常规赛中取得了24胜3负的佳绩。当比赛进行到七局上半的时候，红袜队以2：0领先，而洋基已有两人出局，然而此时出场的洋基外野手巴基·德恩特却打出了一支三分全垒打，球甚至越过了芬威球场有“绿色怪物”之称的左外野全垒打墙，洋基因此取得领先，而这仅仅是德恩特那个赛季的第五支本垒打。在那一局洋基一共得了4分，但这还不是结束。在第八局的比赛中，雷吉·杰克逊又打出了一支一分全垒打，将比分改写成了5：2。波士顿红袜在八局下半的比赛中追回了两分，而且他们在最后一局的比赛中还有机会将比分扳平甚至反超，当时红袜虽然已经两人出局，但是已经在二、三垒各有一名跑垒员，而此时亚特琴斯基打出了一支高球被洋基的三垒手接杀，最终洋基以5：4赢得了比赛，获得了美联东区的冠军。这之后他们又战胜了堪萨斯皇家和洛杉矶道奇，成功卫冕了世界冠军的头衔。
1999年，红袜和洋基首次在美联冠军赛中相遇，当时洋基是世界系列赛的卫冕冠军，而红袜自从1990年以来就一直没有机会争夺美国联盟的冠军。在赛前媒体将比赛炒得火热，但是实际上却没有多大的悬念。洋基只用了五场比赛就取得了胜利（4：1），而唯一值得红袜宽慰的是他们在双方的第三场比赛中取得了13：1的大胜。随后洋基战胜了亚特兰大勇士，获得了世界冠军，而输给红袜队的比赛成为他们当年季后赛中的唯一失利。
2003年，两队再次在美联冠军赛相遇。双方在第三场比赛中发生了激烈的冲突，当时洋基队的教练指责红袜的投手，但是却被推倒在地，双方所有队员都冲进场内，比赛一度中断。在这次系列赛中，双方不仅气氛十分紧张，比赛本身也进行的异常激烈，6场比赛过后，双方战成了3：3。最后一场比赛在洋基体育场举行，第八局开始的时候波士顿红袜以5：2领先。洋基在连续打出三支安打后将比分追成5：3，同时在二、三垒各有一名球员。而这时红袜队并没有依照惯例更换投手，结果洋基抓住了机会，捕手贺黑·波萨塔打出了一支二垒安打，追平了比分，将比赛拖到了加时。当比赛进行到第十一局时，在常规赛季打击率只有0.161的洋基队三垒手亞倫·布恩打出了本垒打，结束了比赛，洋基队战胜了红袜获得了本队历史上第39个美联冠军。
2004年3月，波士顿红袜的主力投手柯特·席林在观看波士顿棕熊的一场冰球比赛的时候被人发现戴着一顶写有“我讨厌洋基”（Yankee Hater）的帽子 ，导致双方之间的争执提前爆发。在常规赛季中，红袜对洋基的系列赛令人印象深刻。7月1日，洋基经过13局苦战反败为胜，赢得了和红袜的比赛，比赛中德瑞克·基特为了接一个高飞球冲入了观众席而面部受伤。7月24日，后来居上的变成了红袜，然而比赛却充满了火药味，双方球员因为艾力士·罗德里奎兹和杰森·瓦瑞泰克的争执而大打出手。尽管红袜在常规赛季中保持了对洋基的优势，但是在总积分榜上他们却仍然落后于洋基排名第二，好在球队仍然获得了外卡的资格，最终和洋基队一起晋级季后赛。
双方均在季后赛第一轮获胜，连续第二年在美联东区决赛相遇。洋基在前三场比赛中表现出众，他们赢得了全部比赛并且总比分为19：8。在美国职棒大联盟的历史上从来没有任何一支球队在3：0领先的情况下被对手翻盘。第四场比赛仍然是洋基队占据了优势，直到第九局下半他们还以4：3领先，此时洋基队的明星终结者马里安诺·李维拉出场，但是他却保送了对方的一名打击手，随后又让红袜队的比尔·穆勒击出了安打得分，于是比赛进入了加时。第十二局，比赛终于分出了胜负，红袜队的指定打击手大卫·欧提兹击出了再见本垒打，红袜最终在主场扳回一城。双方的第五场比赛再次上演戏剧性的一幕，洋基的领先优势一直领先到了第八局，但红袜顽强的将比分扳平，并且经过十四局的努力艰难的赢得了比赛。第六场比赛双方移师纽约，波士顿红袜派出了刚刚伤愈复出的柯特·席林。他投满了七局却只让洋基得了一分，最终红袜取得了胜利并将总比分扮成3：3。此时的红袜已经势不可挡，他们在洋基体育场赢下了第七场比赛，上演了大联盟历史上不可思议的大逆转。在随后进行的世界大賽中红袜队直落4场轻松战胜圣路易斯红雀，时隔86年后再次获得了世界冠军。在球队获得成功后，大部分舆论都认为所谓的“贝比鲁斯魔咒”正式寿终正寝。而多名红袜队的球员则表示，以后做客洋基体育场时，终于可以不用再忍受洋基球迷讽刺红袜的口号“1918”了。
2005年，洋基队的外野手盖瑞·雪菲尔在芬威球场卷入了一场和红袜球迷的冲突，该名球迷被逐出球场并被没收了季票，但是雪菲尔却没有收到处罚，因为MLB裁定是球迷挑起了事端。常规赛季结束时，两支球队的成绩相同，均为95胜67负，但是洋基队由于在彼此的比赛中成绩占优而位列榜首。两队再次双双进入季后赛，然而都没能走得更远，洋基和红袜都在季后赛首轮遭到淘汰。
2006年，洋基连续第九年获得美联东区的冠军，而红袜则由于在常规赛季接近尾声时，连续输给了洋基五场比赛，导致他们的胜率落后于多伦多蓝鸟，只获得了分区第三名，这是1997年以来红袜队的名次第一次跌出了前两名。
2007年9月28日，红袜战胜了明尼苏达双城，而洋基则输给了巴尔的摩金莺，红袜由此获得了美联东区的冠军。这是球队1995年以来的第一个美联东区的冠军，同时也终结了洋基队对美联东区连续九年的统治。红袜最终打进了当年的世界系列赛并以4：0战胜了科罗拉多落矶，三年内两夺世界冠军。
2008年，坦帕湾光芒队在常规赛季中发挥出色，早早确定了自己美联东区冠军的头衔，红袜和洋基只能竞逐唯一的外卡资格。9月23日，波士顿红袜战胜了克里夫兰印地安人，锁定了自己美联东区第二的位置，同时也将洋基队淘汰出局，这是纽约洋基队自1993年以来第一次无缘季后赛。
2009年，紐約洋基在常规賽以103勝59敗出色成績，确定了自己美联东区冠军的头衔，红袜以95勝67敗拿下外卡資格進入季後賽，但在美聯分區賽中以總比分0比3負於洛杉磯天使。而它們的世仇洋基最终打进了当年的世界系列赛并以4：2战胜了衛冕軍費城費城人，經過九年後再度夺得世界冠军。
2013賽季，紅襪宣布藍鳥隊總教練約翰·法雷爾成為第45位接任紅襪總教練，以97勝65敗的成績進入分區冠軍賽，中斷紅襪連三年無緣季後賽，同時也繼2007年後再度拿到美聯東區王座。在分區冠軍賽以3勝1敗淘汰美聯外卡坦帕灣光芒挺進到美聯冠軍賽。以4勝2敗擊敗底特律老虎，取得美聯冠軍。紅襪與聖路易紅雀重演2004年世界大賽對戰戲碼。10月30日，紅襪隊在芬威球場擊敗聖路易紅雀，以4勝2敗的成績取得世界大賽冠軍。同時也是繼2004年以來再度於世界大賽擊敗聖路易紅雀，並且為10年來第3座世界大賽冠軍。
2018年，波士頓紅襪在常规賽以破隊史例行賽勝場記錄108勝54敗出色成績，确定了自己美联东区冠军三連霸的头衔，紐約洋基以100勝62敗拿下外卡資格進入與奧克蘭運動家打一場外卡晉級賽，最終以7:2晉級，相隔14年兩支世仇球隊再次碰頭。最終紅襪在美國聯盟分區賽以3勝1負擊敗洋基晉級美國聯盟冠軍賽，其中第三戰還在洋基球場以16:1的大比分差距擊敗洋基，是洋基隊史在季後賽失分最多的一場，同時也是大聯盟在季後賽第二大失分比賽。隨後波士頓紅襪分別以4勝1負擊敗休士頓太空人獲得美國聯盟冠軍，4勝1負擊敗洛杉磯道奇拿下世界大賽冠軍。這是波士頓紅襪隊史上第九座世界大賽冠軍，同時也是繼2004年破除貝比魯斯魔咒以來的第4座世界大賽冠軍。
2019年，紐約洋基在常规賽平2009年以例行賽勝場103勝59敗出色成績，确定了自己繼2013年後美联东区冠军头衔，波士頓紅襪以84勝78敗拿下美联东区第三，最終在跟明尼蘇達雙城相隔10年兩支球隊再次碰頭，最終洋基在美國聯盟分區賽以直落三擊敗雙城晉級美國聯盟冠軍賽，然而都没能走得更远，洋基在季后赛美國聯盟冠軍賽遭到淘汰。
2021年，紐約洋基與波士頓紅襪皆以92勝70敗進入2021年美國聯盟外卡晉級賽。10月6日紅襪靠著一局下柏格茲（Xander Bogaerts）一發2分砲以及三局下施瓦伯（Kyle Schwarber）一發陽春砲還有先發球員艾歐瓦迪（Nathan Eovaldi）5.1局失1分好投帶領下以6比2淘汰洋基，成功挺進美國聯盟分區賽。

## 球员交流
尽管两支球队的竞争关系保持了一个多世纪，也都在尽自己最大的努力保持自己的优势，但是双方确实经常和曾经效力于对手的球员签约。除了贝比·鲁斯，历史上洋基队的韋德·博格斯、强尼·戴蒙、大衛·威爾斯、凯文·凯什、凱文·尤克里斯、阿兰·恩波利、麥克·邁爾斯和雅戈比·艾爾斯布里曾為紅襪隊效力，而红袜队也有大卫·科恩、拉米罗·门多萨、尼克·格林和麦克·洛威尔曾为洋基队效力。

## 场外轶事
- 2007年5月，NFL新英格兰爱国者队的四分卫汤姆·布雷迪被记者拍到戴了一顶洋基的帽子，事后更有人证实布雷迪从小就是一个洋基球迷。作为新英格兰体育的代表，布雷迪是洋基球迷的事实令很多该地区的体育迷难以接受[12]。

- 纽约市前市长鲁迪·朱利安尼是一个忠实的洋基球迷。然而在2007年10月底，他在他的总统竞选活动中声称，在即将开始的世界系列赛中他将支持波士顿红袜，但他随后即更正他其实是支持美联冠军。为了讽刺这一事件，第二年一家娱乐厂商特意用电脑合成技术做了一张明星卡片，卡片上朱利安尼正在和红袜球员一起庆祝2007年世界系列赛夺冠。

- 2007年11月，YouTube上的一段影片显示，在CNN举办的共和党总统初选电视辩论中，有人问朱利安尼为什么要支持红袜。朱利安尼作答後，在2004年红袜获得世界冠军时任马萨诸塞州州长的米特·罗姆尼也做出回应，他表示全美国在讨厌洋基这一立场上保持空前一致。

- 2008年4月13日，一则关于一位纽约工人在新洋基体育场的混凝土内埋了一件红袜球衣的传言被证实。一个名叫吉诺·卡斯蒂诺利的工人把一件红袜指定打击大卫·欧提兹的球衣埋在了球场服务中心的走廊里。那件球衣最终被从地下两英尺的地方挖了出来，洋基俱乐部的主席兰迪·李维恩（英语：Randy Levine）将这件球衣捐给了和红袜有密切合作关系的吉米基金会用来拍卖[13]。